# مرگ فروشنده
مرگ فروشنده یا مرگ پیله‌ور (به انگلیسی: Death of a Salesman)، شناخته‌ترین نمایشنامهٔ آرتور میلر است که در ۱۹۴۹ منتشر شد و جایزه پولیتزر نمایشنامه و جایزه تونی بهترین نمایشنامه را برای او به ارمغان آورد. این نمایشنامه اگرچه در شش هفته در بهار ۱۹۴۸ نوشته شد، اما ده سال ذهن میلر را سرگرم خود کرده بود. «مرگ فروشنده»، اولین بار در فوریه ۱۹۴۹ در تئاتر برادوی شهر نیویورک اجرا شد و ۷۴۲ اجرا از آن به روی صحنه رفت و سه بار جایزه تونی بهترین اجرای دوباره را بدست آورد. از روی این نمایش‌نامه، فیلم‌هایی نیز ساخته شده‌است.
زمان کنش این نمایشنامه بر اساس اسامی جین تونی مشت زن و رد گنج فوتبالیست که در نمایشنامه صحبت از آن می‌شود سال ۱۹۲۷ تخمین زده شده
همچنین در اتاق هاروارد اسم برنامه رادیویی به نام جک بن می آید که بین سال های ۱۹۳۲ تا ۱۹۷۴ در حال پخش بوده.

## داستان
ویلیِ شصت‌وسه ساله از یک سفر کاری ناموفق به خانه‌اش در نیویورک بازگشته. ویلی با همسرش لیندا مشغول صحبت می‌شود و مشخص می‌شود که زندگی مشقت باری دارد. به نظر می‌رسد که حافظه ویلی دچار مشکل شده، گاهی خود را در گذشته و در خاطراتش تصور می‌کند و بدتر از همه اینکه با خودش صحبت می‌کند. ویلی از اینکه پسر بزرگش بیف در کارش موفق نیست ناراضی است. بیف و هپی با هم مشغول صحبت می‌شوند و ناراحتی خود را از زوال عقلی پدرشان ابراز می‌کنند. هر دو از وضعیت شغلیشان ناراضی هستند و ایده خرید یک مزرعه در غرب را در ذهنشان می‌پرورانند.
ویلی به روزگار خوش گذشته اش می‌اندیشد که پسرانش در بوستون به دیدارش می‌آمدند. زمانی که چارلی به ویلی گفته بود که بیف در امتحان ریاضی رد شده اما پسر خودش برنارد بسیار باهوش و موفق است. اما ویلی به این فکر می‌کند که پسرانش خوش قیافه تر هستند و به نظرش همین باعث موفقیتشان خواهد شد. ویلی خاطرات زیادی را به یاد می‌آورد، از جمله خانم فرانسیس که در بوستون با او رابطه داشته. به نظر می‌رسد که ویلی زمان حال و گذشته را با هم قاطی می‌کند و وقتی که چارلی در زمان حال به خانه ویلی می‌آید تا با او ورق بازی کند، ویلی با برادرش بن مشغول صحبت می‌شود. بن سال‌ها پیش به دنبال زندگی خودش رفته و حسابی ثروتمند شده و ویلی آرزو می‌کند که ای کاش او هم با بن رفته بود.
ویلی از رییسش هاوارد درخواست می‌کند که بازاریابی مناطق نزدیک را به او بدهد و او را به جاهای دور دست نفرستد اما در نهایت ویلی اخراج می‌شود. بیف هم که به دنبال شغل و کاسبی جدیدی است با شکست مواجه می‌شود و بدتر از همه اینکه با برنارد که ظاهراً آدم موفقی است ملاقات می‌کند. بیف و هپی با هم به رستوران می‌روند و در آن جا ویلی هم به آن‌ها می‌پیوندد. در این میان مشخص می‌شود که زمانی که بیف به ملاقات پدرش در بوستون رفته است از رابطه نامشروع پدرش مطلع شده. ویلی در نظر بیف دیگر یک قهرمان نیست بلکه یک بازنده تمام عیار است.
در خانه، ویلی به برادرش دربارهٔ نقشه اش برای خودکشی می‌گوید و اینکه با یک تصادف ساختگی با مرگ خودش بیمه عمر او به خانواده اش برسد. بیف به خانه می‌آید و ویلی را یک آدم عادی و حقیر خطاب می‌کند و از پدرش می‌خواهد او را همانگونه که هست بپذیرد. در پایان ویلی تصمیم می‌گیرد که دست به خودکشی بزند.

## به فارسی
علی‌اصغر بهرام‌بیگی این نمایشنامه را با نام مرگ پیشه‌ور به فارسی درآورده است. عطاءالله نوریان این نمایشنامه را با نام مرگ فروشنده ترجمه کرده‌است.

## نقد
این داستان فاجعهٔ زندگی مردی است که به گفتهٔ نویسنده «بر نیروهای زندگی، نظارت و اختیاری ندارد». تأملی است بر زندگی انسان‌هایی که تنها هنگامی مطرح هستند که سودی می‌رسانند و سپس در خلأ رها می‌شوند. خانهٔ او شبیه به زندانی است که او در آن با تکیه بر خاطراتش سعی می‌کند ثابت کند که هنوز زنده است و وجود دارد. اما این خاطرات، تنها او را بیشتر و بیشتر در گذشته فرو برده و باعث می‌شوند تا در رؤیا فرورود و بیهوده به دیگران دل ببندد. شخصیت محوری این نمایشنامه "ویلی لومان" یک "بازاریاب" است که تصور می‌کند تنها راه داشتن یک زندگی شرافتمندانه برای خود و خانواده اش تلاش برای کسب ثروت از درون چهارچوب‌های خردکننده و بی‌احساس سرمایه داری است. او که در پایان توفیقی حاصل نمی‌کند با تصادفی ساختگی دست به خودکشی می‌زند تا از این طریق "بیف" پسر بزرگترش که سرسختانه مخالف عقاید پدرش هم می‌باشد بتواند با استفاده از پول بیمه عمر او کسب و کار خود را آغاز کند.
"مرگ بازاریاب" شاید بهترین معادل برای نام این اثر باشد. مشکل اینجاست که هنگامی که این کتاب در ایران ترجمه شده، هنوز بازاریابی وارد جامعه ایران نشده بوده و اصطلاح " بازاریابی " در فارسی معادل‌سازی نشده بود. مترجم این اثر علی‌اصغر بهرام‌بیگی در ترجمه‌اش با عنوان "مرگ پیله‌ور" به این موضوع اشاره می‌کند. ضمن اینکه میلر هوشمندانه یک بازاریاب را برای نمایاندن چهره کریه سرمایه‌داری انتخاب کرده. بازاریابانی که روزها و شب‌ها آواره خیابان‌ها می‌شوند تا با فروش محصولات اربابانشان درصدی ناچیز از سود حاصله را سهیم شوند.

### تم
رؤیای آمریکایی: در ۱۹۴۹ آمریکا به سرعت در حال پیشرفت بود اما میلر واقعیت‌های ورای این پیشرفت‌ها را نمایان می‌سازد. ویلی تمام زندگیش را بر اساس این ایده بنیان نهاده که مقبول بودن در میان دیگران برای نیل به تمام مقاصد کافی است. تمام زندگی او انکار واقعیات و دروغ، یکی پس از دیگری است. دربارهٔ رابطه اش با خانم فرانسیس، دربارهٔ شغلش و... در نهایت این خانه پوشالی فرو می‌ریزد و ویلی متوجه می‌شود که در رؤیا به سر می‌برد.
ماتریالیسم: این ایده به شدت با رؤیای آمریکایی در هم تنیدگی دارد. برادر ویلی، بن، اسطوره ایست که ویلی خود را همواره با او مقایسه می‌کند. به علاوه همسایه اش چارلی و برنارد هم وجود دارند که ویلی همواره می‌خواهد از آن‌ها بهتر باشد، اما چگونه؟ و در این رقابت کشنده است که ویلی متوجه می‌شود «پس از سال‌ها تلاش، مرده اش بیشتر از زنده اش ارزش دارد» و دست به انتحار می‌زند.